# Colfax (Indiana)
Colfax – miasto w Stanach Zjednoczonych, w stanie Indiana, w hrabstwie Clinton.